# Best... I
"Best...I" es un álbum recopilatorio del grupo The Smiths. Fue lanzado en agosto de 1992 por el nuevo propietario de su catálogo, WEA (Sire Records en los Estados Unidos). Su posición más alta fue #1 en el Reino Unido, alcanzando el puesto #139 en las listas de Estados Unidos.

## Acerca del álbum
WEA (ahora Warner Music Group) adquirió el catálogo de The Smiths a principios de 1992. Junto con el relanzamiento de todos los álbumes originales y recopilaciones, de inmediato se puso en marcha un compilando 'best of' en dos volúmenes. Era la primera vez que había sido hecha una recopilación regular de un material de The Smiths y el álbum llegó sin esfuerzo a la cima de las listas británicas. La prensa británica tenía dudas acerca de lanzamiento por la baja coherencia de la selección de pistas. 
El material está recogido y secuenciado más o menos al azar, y consta de dos sencillos. El mismo año le siguió su pareja ...Best II. El primer single, un relanzamiento de "This Charming Man", alcanzó el # 8 en la lista de sencillos, la posición más alta que The Smiths había alcanzado en un sencillo. Un segundo sencillo de promoción de Best...I, una reedición de "How Soon Is Now?", llegó al #16 (la versión sin cortes aparece en la compilación).

## Portada
El Reino Unido y la edición europea del disco contó con la mitad izquierda de un joven motociclista tomada de una fotografía de 1960 hecha por Dennis Hopper, con ...Best II se completa la foto, la portada de EE. UU. fue diseñada por el cantante Morrissey y tiene rasgos de Richard Davalos, coestrella de East of Eden.

## Lista de canciones
Todas las canciones escritas por Morrissey/Marr.

Todas las canciones escritas y compuestas por Morrissey/Marr. 
| Side one |                                                     |          |  |
| N.º      | Título                                              | Duración |  |
| 1.       | «This Charming Man»                                 | 2:41     |  |
| 2.       | «William, It Was Really Nothing»                    | 2:09     |  |
| 3.       | «What Difference Does It Make?» (versión del álbum) | 3:49     |  |
| 4.       | «Stop Me If You Think You've Heard This One Before» | 3:32     |  |
| 5.       | «Girlfriend in a Coma»                              | 2:02     |  |
| 6.       | «Half a Person»                                     | 3:36     |  |
| 7.       | «Rubber Ring»                                       | 3:48     |  |
| 8.       | «How Soon Is Now?» (versión completa)               | 6:43     |  |
| 9.       | «Hand in Glove» (versión del álbum)                 | 3:23     |  |
| 10.      | «Shoplifters of the World Unite»                    | 2:58     |  |
| 11.      | «Sheila Take a Bow»                                 | 2:41     |  |
| 12.      | «Some Girls Are Bigger Than Others»                 | 3:14     |  |
| 13.      | «Panic»                                             | 2:20     |  |
| 14.      | «Please, Please, Please Let Me Get What I Want»     | 1:52     |  |

## Créditos

### The Smiths
- Morrissey - voz
- Johnny Marr - guitarra, armónica, mandolina en "Please, Please, Please Let Me *Get What I Want".
- Andy Rourke - bajo
- Mike Joyce - batería
- Craig Gannon - guitarra rítmica en "Half a Person" y "Panic".

### Músicos adicionales
- John Porter - guitarra slide en "Sheila Take a Bow"
- Stephen Street - sintetizador y arreglos de cuerda en "Girlfriend in a Coma".

### Personal técnico
- John Porter - productor (A1-A3, B1, B6-B7)
- Johnny Marr, Morrissey y Street - los productores (A4, A6, B4)
- Morissey y Marr - productores (A7, B5)
- The Smiths - productores (B2)
- Johnny Marr - productor (B3)